# Саобраћај у Босни и Херцеговини
Босна и Херцеговина заузима положај између јадранске обале Балканског полуострва и његове унутрашњости (Панонска низија, Моравски басен). Стога су и главни путни правци ове републике везе ове две области југоисточне Европе. Главна тешкоћа земље је њен веома изражен планински карактер и тешка непроходност, што је знатно допринело спором развоју саобраћаја у земљи.
Босна и Херцеговина има развијен друмски, железнички, ваздушни и водни саобраћај.

## Железнички саобраћај
Укупна дужина железничке мреже у Босни и Херцеговини је 1.021 km (1995. године), од тога 795 km електрифицирано (2002. године). Ово се односи на пруге стандардне ширине колосека, јер у земљи постоји и низ некада коришћених пруга уског колосека још из периода Аустроугарске. У држави доминирају два железничка правца са главним укрштањем у Добоју (РС). Ти правци су:
1. Тузла–Добој–Бањалука–Нови Град–Бихаћ–граница са Хрватском
2. Шамац (граница са Хрватском)–Добој–Сарајево–Мостар–граница са Хрватском

Поред њих у Зворник и Бијељини у постоји прикључци на железничку мрежу Србије. Једини град са трамвајским превозом је Сарајево.

У Босни и Херцеговини раде два железничка предузећа. У Републици Српској раде Железнице Републике Српске, док на подручју Федерације раде Железнице Федерације Босне и Херцеговине.
Железничка веза са суседним земљама:
- Србија - да
- Црна Гора - не
- Хрватска - да

## Друмски саобраћај
Укупна дужина путева у Босни и Херцеговини је 21.846 km (2005. година), одк је и 11.425 km са чврстом подлогом (бетонски, асфалтни). Дужина ауто-путева тренутно је незнатна и износи свега 30-40 km и то су улазне магистрале у два највећа града у држави, Сарајево и Бањалуку.
Кроз Босну и Херцеговину пролазе следећи Европски коридори и њихови наставци:
- Ауто-пут E-65 – веома кратка деоница преко херцеговачког приморја (Неум) - Република Хрватска је започела изградњу моста до Пељешца којом би овај европски ауто-пут заобишао босанску територију
- Ауто-пут E-73 – Брод (граница са Хрватском) - Добој - Зеница - Сарајево - Мостар - Чапљина (граница са Хрватском) - Ово је најважнији друмски пут у земљи, а представља алтернативну трасу путу Е-65.[тражи се извор]
- Ауто-пут E-661
- Ауто-пут E-761 - деоница Бихаћ - Јајце - Доњи Вакуф - Зеница - Сарајево - Пале - Вишеград (граница са Србијом).
- Ауто-пут E-762 - деоница Сарајево - Фоча (граница са Црном Гором).

## Водени саобраћај
Босна и Херцеговина има веома кратку морску обалу код Неума и нема приступ међународним водама, па стога нема поморских лука. Од иностраних лука највећи значај за њену привреду имају луке Плоче у Хрватској, која је најближа Сарајеву и управо развијена захваљујући босанском зелеђу. Речни саобраћај је боље развијен, али ни изблиза искоришћен према могућностима. Тешкоћа је њен погранични карактер. Главни пловни водоток је река Сава, која као притока Дунава повезује државу са другим државама средње Европе. Важне луке на Сави су Брчко, Босански Шамац и Босански Брод. 

## Гасоводи и нафтоводи
Гасовод: Дужина токова је 90 km (1992. године) уз напомену да ће се у будућости гасоводна мрежа веома брзо развијати.
Нафтовод: Дужина токова је 174 km (1992. године).

## Ваздушни транспорт
Погледати: Аеродроми у Босни и Херцеговини
У Босни и Херцеговини постоји 27 званично уписаних аеродрома, али само је 4 од њих уврштено на листу аеродрома са IATA кодом (IATA Airport Code):
- Аеродром „Маховљани“ Бањалука - BNX
- Аеродром Мостар - OMO
- Аеродром „Бутмир“ Сарајево - SJJ
- Аеродром Тузла - TZL

Највећи и најважнији аеродром у земљи је сарајевски аеродром "Бутмир“.
У Босни и Херцеговини су званично уписана и 4 хелиодрома (1999. године).